# Mammillaria deherdtiana
Mammillaria deherdtiana là một loài thực vật có hoa trong họ Cactaceae. Loài này được Farwig mô tả khoa học đầu tiên năm 1969.